# 芭比與胡桃鉗的夢幻之旅
《芭比與胡桃鉗的夢幻之旅》（英語：Barbie in The Nutcracker）是藝匠娛樂公司於2001年10月23日以DVD、VCD和VHS的形式發售的錄影帶首映動畫作品。該作也是第一部以3D電腦動畫形式而製作的芭比動畫電影。改編自E·T·A·霍夫曼的經典名著《胡桃夹子与老鼠王》（The Nutcracker and the Mouse King）以及彼得·柴可夫斯基的芭蕾舞劇《胡桃夹子》，由芭比飾演女主人公—克萊拉。這部電影通過當時最先進的CGI電腦動畫技術而製作，片中的動畫舞蹈動作由紐約市芭蕾舞團首席芭蕾大師彼得·馬汀斯負責編舞，紐約市芭蕾舞團的真人芭蕾舞演員負責演出，然後再以動作捕捉方式將舞者曼妙的舞姿輸入電腦中繪製而成。片中的舞曲配樂則是由倫敦交響樂團演奏柴可夫斯基所作的悠揚樂章。
台灣於2002年12月7日由得利影視股份有限公司代理發行DVD，2009年7月9日再版發行。2006年11月2日由曼迪傳播發行DVD，2007年3月22日由時代娛樂多媒體股份有限公司發行VCD。協和國際多媒體股份有限公司也發行了該作的VHS錄像帶（英文發音/中文字幕）。
香港於2008年3月11日由洲立影視有限公司代理發行VCD和DVD。
中国大陆由中国录音录像出版总社出版，中录华纳家庭娱乐有限公司发行DVD和VCD。之后DVD又由新汇集团上海声像出版社有限公司再版发行。

## 劇情概要
小凱莉在跟芭比學跳芭蕾舞，可怎麼學也學不會，怕到了舞台上什麼都忘了。芭比告訴小凱莉繼續練習一定能行，只要她有勇氣去試。為了鼓勵小凱莉，芭比給她講起了克萊拉的故事。
在一個聖誕夜，克萊拉（芭比飾演）最喜歡的伊莉莎白阿姨將一個漂亮的胡桃鉗木頭人作為聖誕禮物送給了她。午夜時分，克萊拉在房間的沙發上熟睡時，鼠王帶領着它的老鼠軍隊從老鼠洞入侵了房間，胡桃鉗為了抵擋鼠王的軍隊而復活過來。被吵醒的克萊拉對眼前的景象驚奇不已，並打算與胡桃鉗聯手作戰，不幸的是鼠王用手中的魔杖將克萊拉給縮小了，之後胡桃鉗在克萊拉的幫助下成功擊退了鼠王，老鼠軍隊帶着受伤的鼠王從房間的老鼠洞撤離了。為了能破解鼠王的縮小魔咒，克萊拉和胡桃鉗在房間大鐘上的貓頭鷹的指示下，前往另一個世界，并讓他們穿過暴風雨之海尋找能夠破解魔咒的糖糖公主。臨走前，貓頭鷹從聖誕樹上掛的一只芭蕾舞者吊飾上取下它戴的項鏈給克萊拉，并告訴她只要打開項鏈上的盒子她就能隨時返回現實世界中來。
克萊拉和胡桃鉗走進了老鼠洞，穿越到了另一個世界，這裡被殘暴的鼠王給統治着，由於這裡的艾瑞克王子沒有勇氣戰勝鼠王，所以被鼠王打敗，並被鼠王奪走了王位。在路上，他們遭遇到了鼠王的士兵，於是保護老百姓避免被鼠王傷害的薄荷糖少校和糖果隊長將他們給救下了。胡桃鉗告訴薄荷少校和糖果隊長說他和克萊拉中了鼠王的魔咒，要去找糖糖公主破解魔咒，還說是艾瑞克王子告訴他的。糖果隊長並不相信會有糖糖公主，還指責艾瑞克王子不負責任，是他害了大家。但是薄荷糖少校並不這麼認為，他一直都表示艾瑞克王子是他們的好朋友。为了打敗鼠王，薄荷少校說服了糖果隊長讓他們跟着胡桃鉗和克莱拉一起去暴風雨之海對面的一個島上寻找糖糖公主。薄荷少校問胡桃鉗，艾瑞克王子去哪裡了，而胡桃鉗卻說他被鼠王給殺死了。克萊拉猜出了胡桃鉗就是艾瑞克王子，胡桃鉗對克萊拉敞開心扉說他對不起他的子民，他只想找到糖糖公主，讓百姓重建家園，使大家都幸福快樂，為自己贖罪。與此同時，鼠王用魔杖的法力將石頭變成一個巨人，派它去追殺胡桃鉗，還讓心腹蝙蝠屁姆去監督巨人。薄荷少校和糖果隊長在海岸邊造了兩艘小木船，沒想到被前來追殺他們的石頭巨人搬起石頭給砸毀了。就在關鍵時刻，雪精靈們前來幫助他們，把海面給凍上了厚厚的冰。於是他們乘着馬車向前駛去，石頭巨人對他們窮追不捨，於是胡桃夾子跳下馬車用他的劍刺入冰塊，使冰面造成了裂縫，最終石頭巨人踩到裂縫沉入了海里。克萊拉相信即使沒有糖糖公主，單憑胡桃鉗的勇敢和力量一定也能打敗鼠王。可是胡桃鉗並不相信自己，說靠他一個人的力量無法與鼠王對抗。就在此時，藏在馬車上的屁姆立刻返回城堡向鼠王匯報說胡桃鉗他們消滅了石頭巨人，還說胡桃鉗和薄荷少校、糖果隊長合作，去一個島上尋找糖糖公主。鼠王卻說它翻遍了所有的史冊也沒有找到有關糖糖公主的記載，并惡狠狠地說他們一定會發現這個童話故事並不是完美結局。胡桃鉗一行人駕着馬車穿过大霧，來到了一座美麗的小島上，並在島上發現了一座壯觀的城堡，當他們走進城堡時，胡桃鉗、薄荷少校和糖果隊長被從天而降的籠子給罩住了，城堡全都是空殼偽裝的。幾隻蝙蝠在屁姆的指揮下抓起牢籠帶走了胡桃鉗、薄荷少校和糖果隊長，當屁姆才想起克萊拉時，克萊拉竟然消失不見了。逃走的克萊拉很後悔跟着胡桃鉗来到这个世界尋找一個不存在的糖糖公主，并打算打开項鏈的盒子返回家中，但又仔細想想現在只有她能夠拯救他們。為了能離開小島，精靈們讓克萊拉坐在一根樹藤上，她們帶着克萊拉離開了小島，來到了鼠王的城堡。克萊拉在監獄里找到了他們，並將他們成功救了出來。此時，鼠王正逼迫人民搭建火刑台，準備處死胡桃鉗。胡桃鉗看到後表示就算沒有糖糖公主，這次他也一定要消滅鼠王。鼠王用魔杖的法力把自己給變大，胡桃鉗在與鼠王的打鬥中逐漸敗下陣來，克萊拉在危急時刻擋在胡桃鉗身前開始怒罵鼠王，鼠王生氣地說它把克萊拉變得還不夠小，罵人的聲音還是那麼大。於是鼠王舉起魔杖打算把克萊拉變得更小，結果胡桃鉗舉起寶劍，反射了鼠王的魔法光束，魔法光束把鼠王給縮小了，還把魔杖也摧毀了，鼠王因此害怕得跳進了下水道里。此時的胡桃鉗已身受重傷，克萊拉捨不得胡桃鉗離開她，並給了他臉上一個吻，并告訴他不是一個木頭，而是艾瑞克王子。於是鼠王的魔咒解除了，胡桃鉗恢復了人形，變成了英俊的艾瑞克王子。隨後克萊拉也來了一個變身，艾瑞克王子明白了克萊拉就是他們要找的糖糖公主，克萊拉憑借自己的勇氣破解了鼠王的魔咒，拯救了大家。正當大家歡欣鼓舞之時，鼠王騎在屁姆身上奪走了克萊拉的項鏈，并打開了盒子，克萊拉還沒來得及跟艾瑞克王子道別，克萊拉就逐漸消失了。
克萊拉此時從家裡的沙發上醒了過來，到處在找她的胡桃鉗，克萊拉還把剛剛經歷的事告訴了她的爺爺，可爺爺並不相信她說的話。就在此時，伊莉莎白阿姨帶了一個年輕人前來家裡吃晚餐，克萊拉和年輕人一見如故。他叫艾瑞克，是伊莉莎白阿姨朋友的一個兒子。艾瑞克將克萊拉被奪走的項鏈還給了她，於是克萊拉在艾瑞克的邀請下，兩人開始共舞……故事結束。
聽完故事的小凱莉，也有了自信。最後成功的跳完演出的曲目。

## 配音演員
| 角色                                           | 英語原聲           | 國語配音 | 國語配音 | 國語配音 |
| 角色                                           | 英語原聲           | 中国大陆 | 台湾     | 广东话   |
| ---------------------------------------------- | ------------------ | -------- | -------- | -------- |
| 芭比（Barbie）/克萊拉（Clara）                 | 凱莉·謝里丹        | 邵凯莉   | 李直平   | 潘芳芳   |
| 胡桃鉗（Nutcracker）/艾瑞克王子（Prince Eric） | 柯比·莫罗          | 黎泓和   | 曹冀魯   | 劉昭文   |
| 鼠王（Mouse King）                             | 蒂姆·克里          | 黄河     | 沈光平   | 邱萬城   |
| 屁姆（Pimm）                                   | 彼得·克拉米斯      | 張濟平   | 曹冀魯   | 吳錦源   |
| 薄荷少校（Major Mint）                         | 克里斯托弗·賈茲    | 張立昆   | 沈光平   | 周志輝   |
| 糖果隊長（Captain Candy）                      | 伊恩·詹姆斯·柯莱特 | 赵威     | 余正昌   | 謝嘉豪   |
| 卓索梅爺爺（Grandfather Drosselmayer）         | 弗蘭奇・蒂克納     | 張立昆   | 康殿宏   | 李忠強   |
| 卓索梅姑媽（Aunt Elizabeth Drosselmayer）      | 凱斯琳·巴爾        | 赵冰冰   | 孫若瑜   | 莫倩茹   |
| 薑餅弟弟（Gingerbread Boy）                    | 丹尼·麦金农        | 李俊英   | 楊震     | 盧子峰   |
| 薄荷糖妹妹（Peppermint Girl）                  | 布里特·馬克奇利普  | 李俊英   | 繆欣穎   | 湛雅媛   |
| 湯米（Tommy）                                  | 艾力斯·多達克      | 謝佳     | 林芳雪   | 張預東   |
| 小凱莉（Kelly）                                | 尚塔尔·斯特兰德    | 謝佳     | 薛晴     | 湛雅媛   |
| 女僕（Maid）                                   | 凱西·薇瑟樂克      | -        | 陳季霞   | -        |
| 貓頭鷹（Owl）                                  | 凱斯琳·巴爾        | 李俊英   | -        | 陳安瑩   |
| 工人1                                          | -                  | -        | -        | 謝月美   |

## 配音譯製人員
中国大陆國語版工作人員
- 录制：创声配音制作有限公司

廣東話版工作人員
- 錄音室：創聲配音製作有限公司

台灣國語版工作人員
- 錄製：瑋憶錄音有限公司

## 外部鏈接
- 《芭比與胡桃鉗的夢幻之旅》 （页面存档备份，存于） - 環球影業家庭娛樂（英文）
- 互联网电影数据库（IMDb）上《芭比與胡桃鉗的夢幻之旅》的资料（英文）
- 豆瓣电影上《芭比與胡桃鉗的夢幻之旅》的資料 （简体中文）
- AllMovie上《芭比與胡桃鉗的夢幻之旅》的资料（英文）
- 爛番茄上《芭比與胡桃鉗的夢幻之旅》的資料（英文）